# 右翼恐怖主义
右翼恐怖主義，又稱極右翼恐怖主義，是由各种不同的右翼和极右翼意识形态驱动的恐怖主义，它的动机有新納粹主義、新法西斯主義、種族主義、反猶主義、末世論、生態法西斯主義、白人至上主義、民族主义、民粹主義、宗教民族主义和反政府爱国者/主权公民信仰、反多元文化主義、反堕胎、抗税和仇视同性恋。现代右翼恐怖主义主要出现在1970年代的西歐，冷战结束后，它在東歐和俄羅斯出现。後來，它也蔓延至北美與大洋洲，引發各國政府的關注。